# Catalpinsäure
Catalpinsäure ist eine organische Verbindung aus der Gruppe der konjugierten, mehrfach ungesättigten Fettsäuren. Sie ist eine Triensäure in der Gruppe der trans-Fettsäuren und gehört zu den Omega-5-Fettsäuren. Der Trivialname leitet sich von der Pflanzengattung der Trompetenbäume (Catalpa) ab, aus denen der Naturstoff erstmals isoliert wurde.
Sie ist verestert als Triacylglycerid im Samenöl von Trompetenbaumgewächsen (Bignoniaceae) in größeren Mengen enthalten, im Gelben Trompetenbaum (Catalpa ovata), im Prächtigen Trompetenbaum (Catalpa speciosa), sowie im Gewöhnlichen Trompetenbaum (Catalpa bignonioides) und der  Wüstenweide (Chilopsis linearis). Auch im Granatapfelsamenöl kommt sie in geringen Mengen vor.
Sie ist ein Isomer der (9Z,11E,13E) Alpha-Eleostearinsäure und (9Z,11Z,13Z) Beta-Eleostearinsäure, der (9Z,11E,13Z) Punicinsäure, sowie der Ximeninsäure und der Calendulasäure. Sie gehören zur Gruppe der natürlichen konjugierten Linolensäuren (CLN), denn es sind deren Positionsisomere.
Die 4-Hydroxybenzoesäure (p-Oxybenzoesäure) wurde früher ebenfalls als Catalpinsäure bezeichnet, weil sie in den Blättern und Früchten (Schoten) der Trompetenbäume (Catalpa spp.) vorkommt.